# Treláž

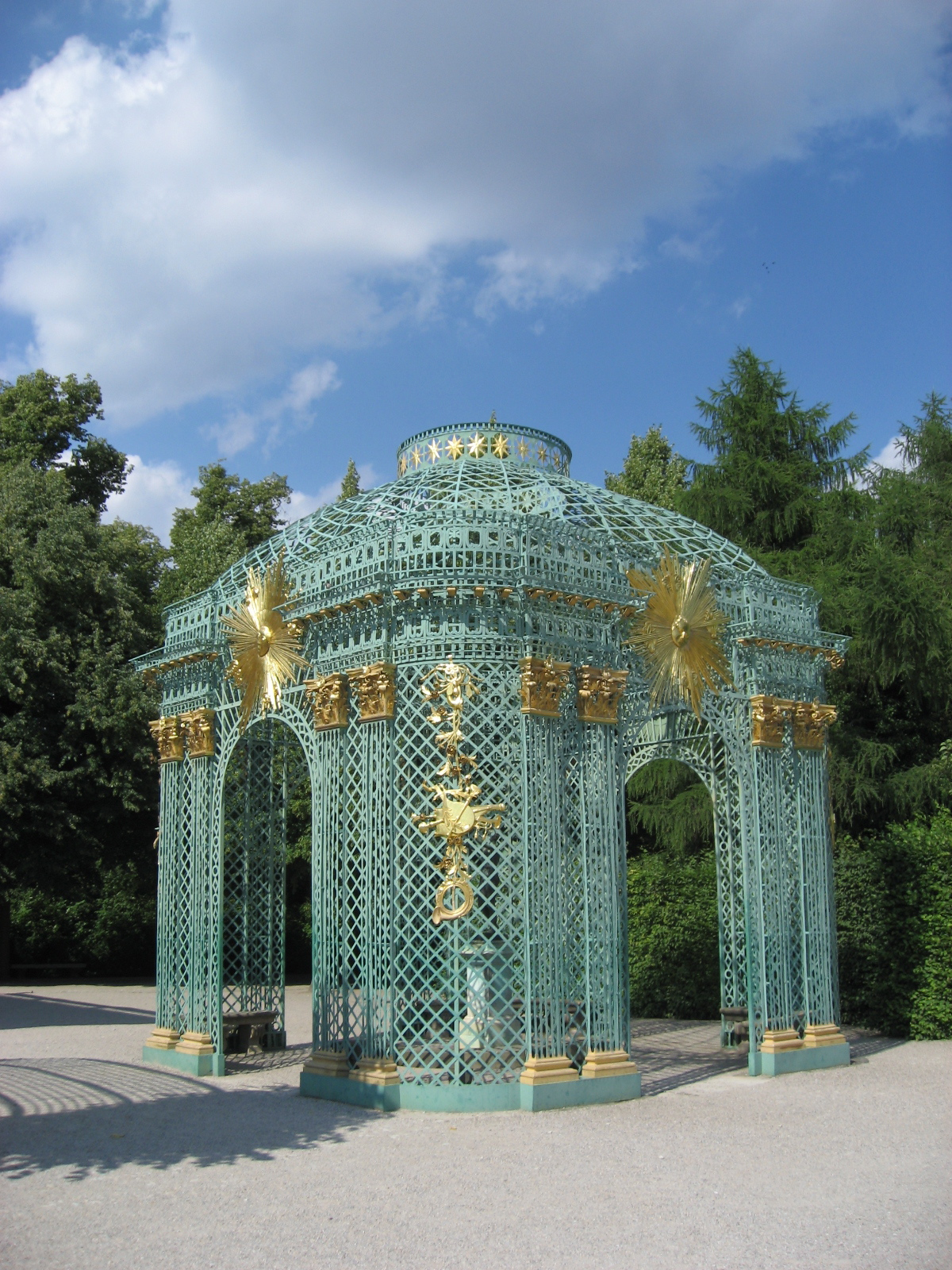
Altán v Sanssouci, Potsdam, Berlín, rokokový park od architekta Georg Wenzeslaus von Knobelsdorff (1747)

Treláž (francouzsky treillage) je stavební doplněk zahrady nebo domu vytvářející dekorativní efekty. Je to prvek zahradní architektury používaný v sadovnické tvorbě. Treláže mohou být seskupovány, doplňovány jinými stavebními prvky nebo i stříhanými keři. Treláže se mohou lišit podle velikosti a designu.

## Popis
Treláž je mřížová konstrukce, obvykle vyrobená z překříženého dřeva, bambusu nebo kovu. Je zhotoven často na podporu popínavých rostlin nebo dřevin. Příkladem vhodných popínavek pro treláže je hrášek, hrachor, vinná réva, popínavé růže, plamének, břečťan. Vistárie vyžaduje pevnou treláž, slabší treláže rozbije.
Treláž může stát samostatně, ale také může být součástí jiné stavby. Treláž bývá často připojena k vnější zdi domu nebo pergole. Kovové treláže jsou velmi pevné, ale nemusí být nejvhodnější volbou pro popínavé rostliny. Jak slunce rozehřeje kov, stává se horkým a poškozuje popínavé rostliny.

## Výtvarné působení
Je třeba si uvědomit, že nepopnuté části treláže, a tedy její barva, struktura a materiál budou působit výrazně opticky na pozorovatele, a proto kromě umístění a samotného tvaru je i toto nutné uvážit. Uvědomit si působení slabších a silnějších linií, vodorovné a svislé prvky, použití křivek teplé, studené, výrazné, tlumivé, kontrastní barvy. Kromě souladu s ostatními prvky zahrady a domu můžeme využít treláž k dobarvení nebo optickému rozšíření zahrady nebo i zvýraznění přírodního dojmu (více přírodní materiály).

## Rostliny vhodné pro treláže
- aktinídie význačná (Actinidia arguta)
- aktinídie čínská (Actinidia chinensis)
- břečťan
- chmel otáčivý (Humulus lupulus)
- hortenzie řapíkatá (Hydrangea petiolaris)
- jasmín nahokvětý
- klanopraška čínská (Schisandra chinensis)
- loubinec pětilistý (Parthenocissus quinquefolia)
- loubinec trojlaločný (Parthenocissus tricuspidata)
- loubinec omějolistý (Ampelopsis aconitifolia)
- lunoplod kanadský (Menispermum canadense)
- mučenka (Passiflora)
- plamének (Clematis)
- podražec velkolistý (Aristolochia durior)
- rdesno baldžuánské (Polygonum baldschuanicum)
- réva Coignetova (Vitis coignetiae)
- réva vinná
- růže
- svidina obecná (Periploca graeca)
- trubač (Campsis grandiflora)
- trubač (Campsis radicans)
- vistárie
- zimolez Henryův (Lonicera henryi)
- zimolez ovíjivý (Lonicera periclymeum)
- zimolez japonský (Lonicera japonica)
- zimolez Tellmannův (Lonicera tellmanniana)
- zimolez Heckrottův (Lonicera x heckrotii)
- zimolez obecný (Lonicera xylosteum)
- zimokeř popínavý (Celastrus scandens)
- zimokeř okrouhlolistý (Celastrus orbiculatus)

letničky
- povíjnice
- thunbergie
- fazol šarlatový

## Výhody treláže
Významná úspora místa, možnost tvarovat rostlinu podle předem daného plánu, vytvoření velmi dekorativních scén.

## Nevýhody treláže
Náročnější, nebo při použití otrněných rostlin a větší plochy velmi náročný doplněk z hlediska údržby rostliny. Dřevěné treláže z nekvalitního dřeva (smrk) rychle podléhají zkáze. Při použití letniček nebo trvalek může být obtížné odstraňovat zbytky rostlin .

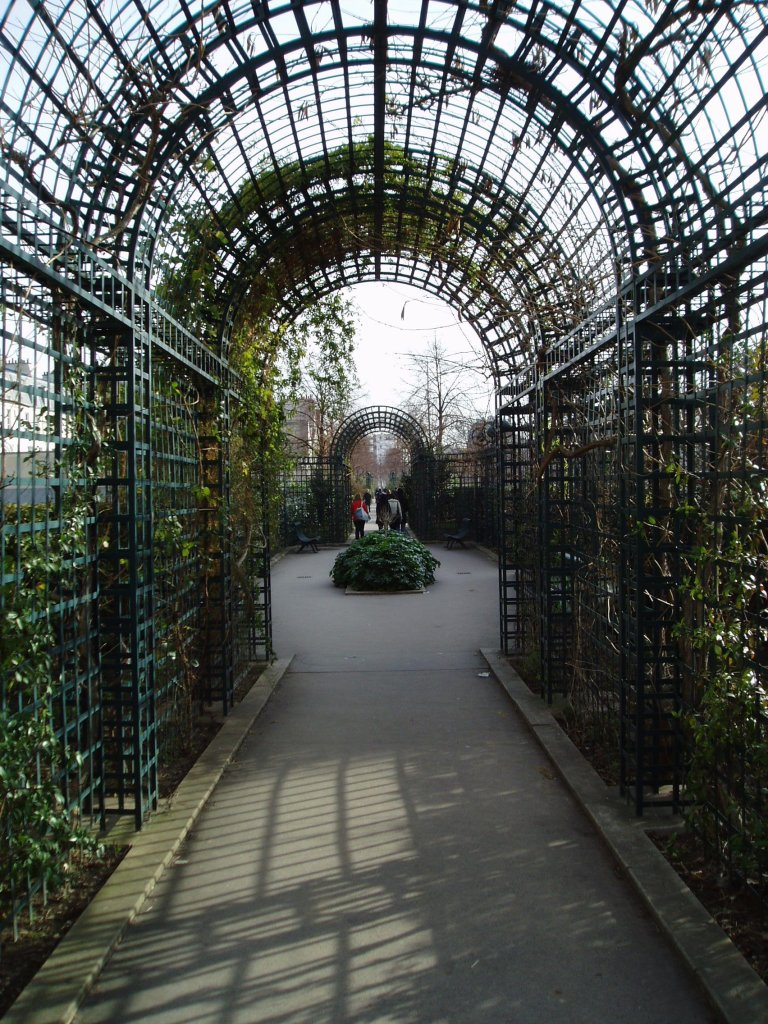
Promenáda v Paříži, dekorativní oblouky nad cestami jsou vhodné pro vzrůstné popínavé dřeviny, jako je vistárie, Campsis radicans nebo nejlépe pro růže. Břečťan by například vytvářel příliš tmavé chodby a hrachor by stěží dorostl k vrcholu a estetický dojem by nebyl tak silný.
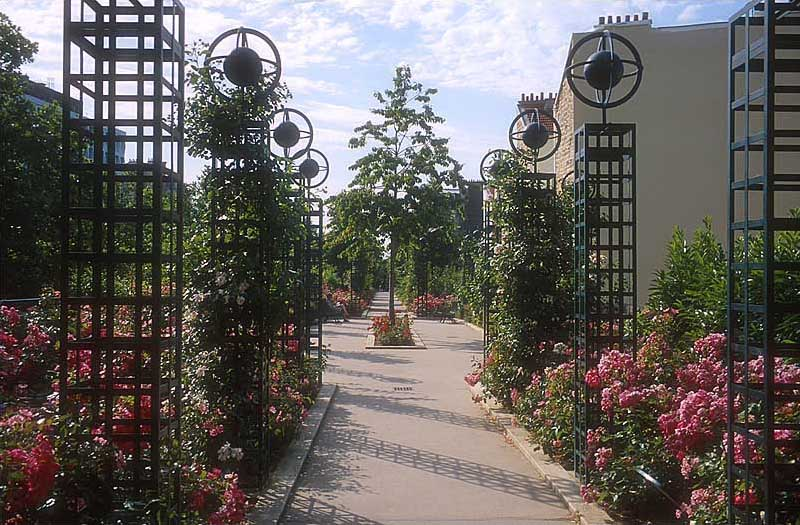
Promenáda v Paříži, treláže nemusí být stěny, ale lze vytvořit libovolné tvary.
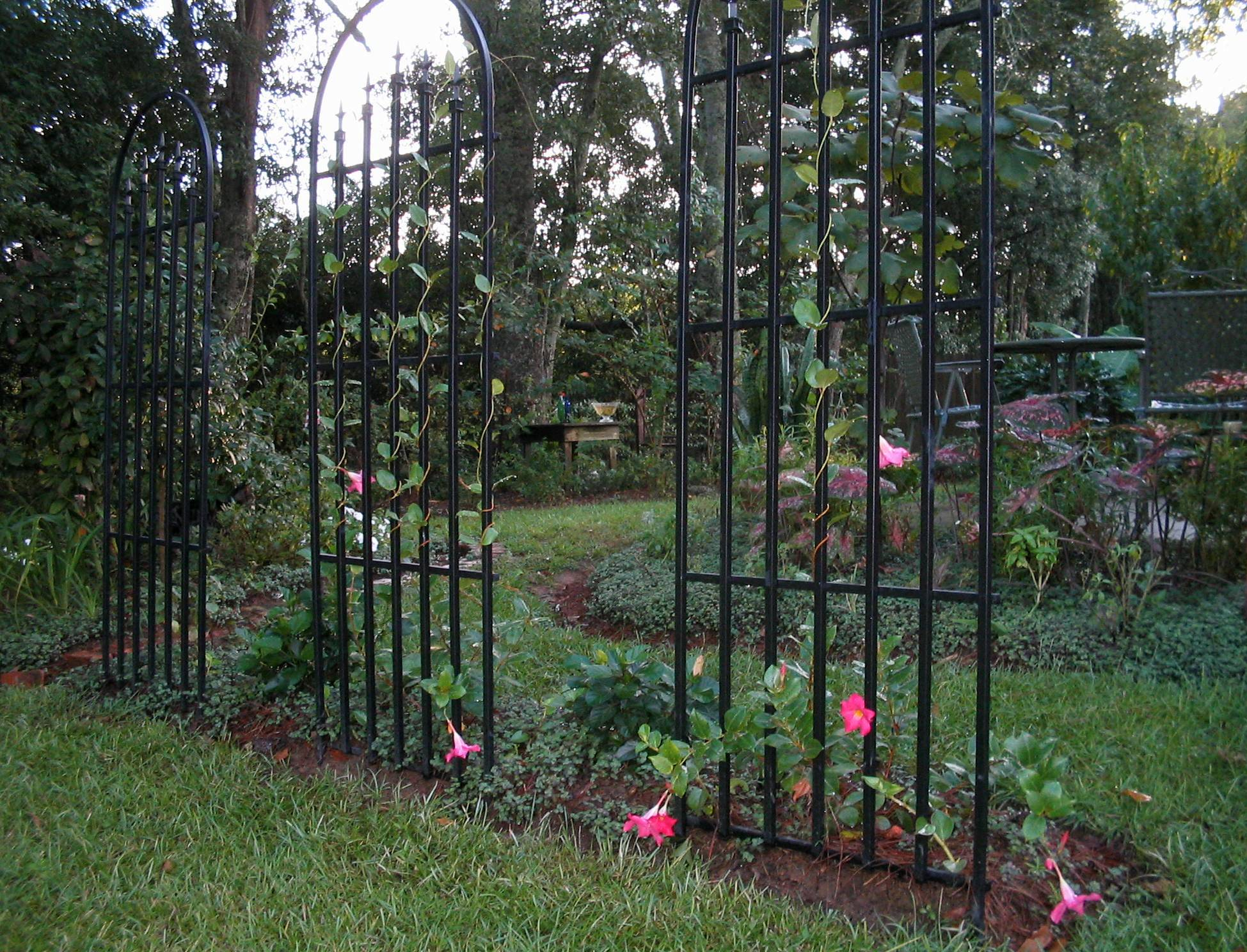
Treláž připravená k popnutí.
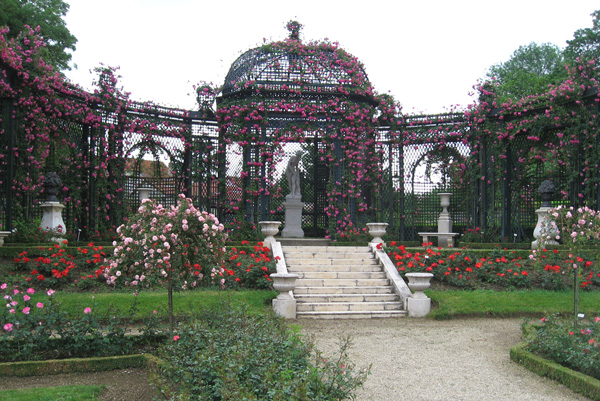
Efektní treláž popnutá růžemi kvete celé léto a vypadá vzdušně, velmi dekorativně. Nevýhodou je pracnost při údržbě rostliny, výhodou je významná úspora místa.(Dôme de la Roseraie du Val-de-Marne)
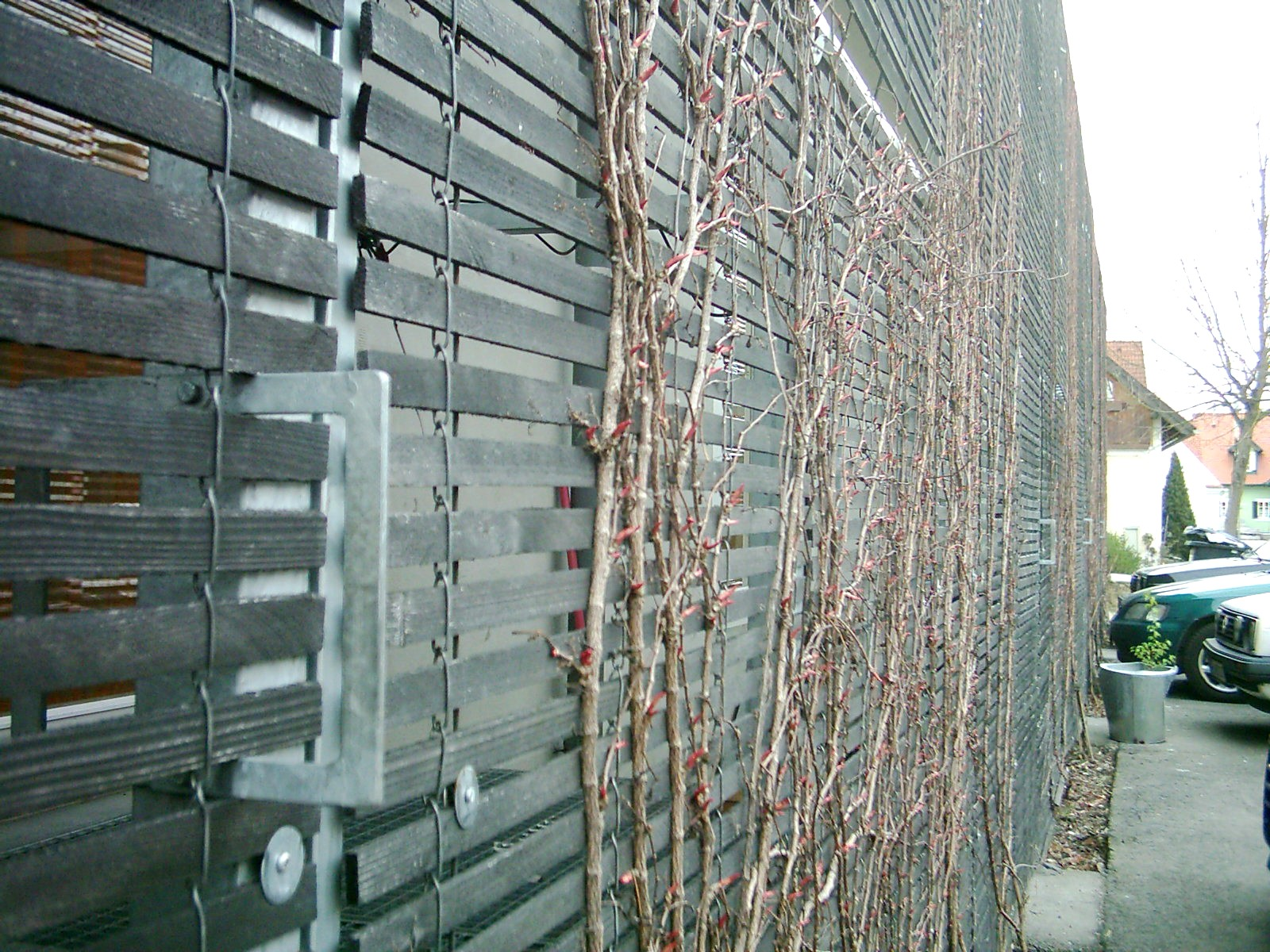
Kvalitní dřevěná treláž na kovovém rámu udrží i silné popínavé rostliny. Zde je však viditelně pojata jako technické zařízení, zástěna, ne jako ozdobný dekorativní prvek.
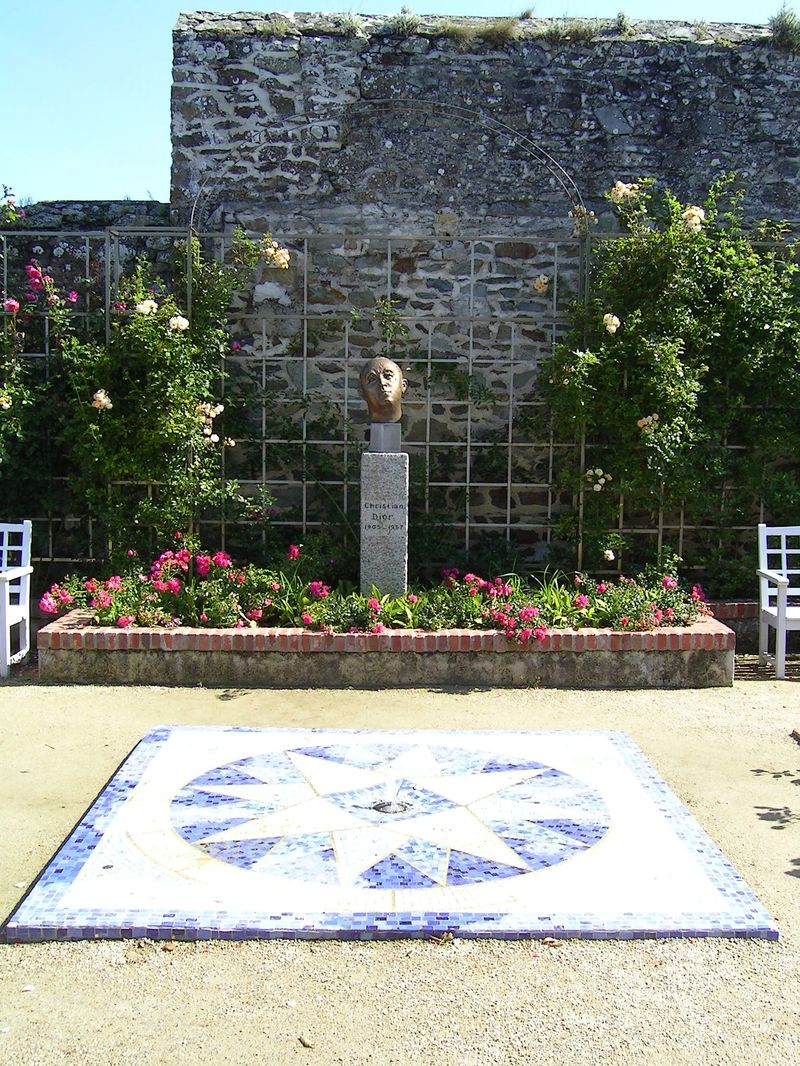
Treláž u zdi umožní ozelenit i nevzhledné zdi nebo rozptýlit dojem příliš velké jednotvárné plochy.
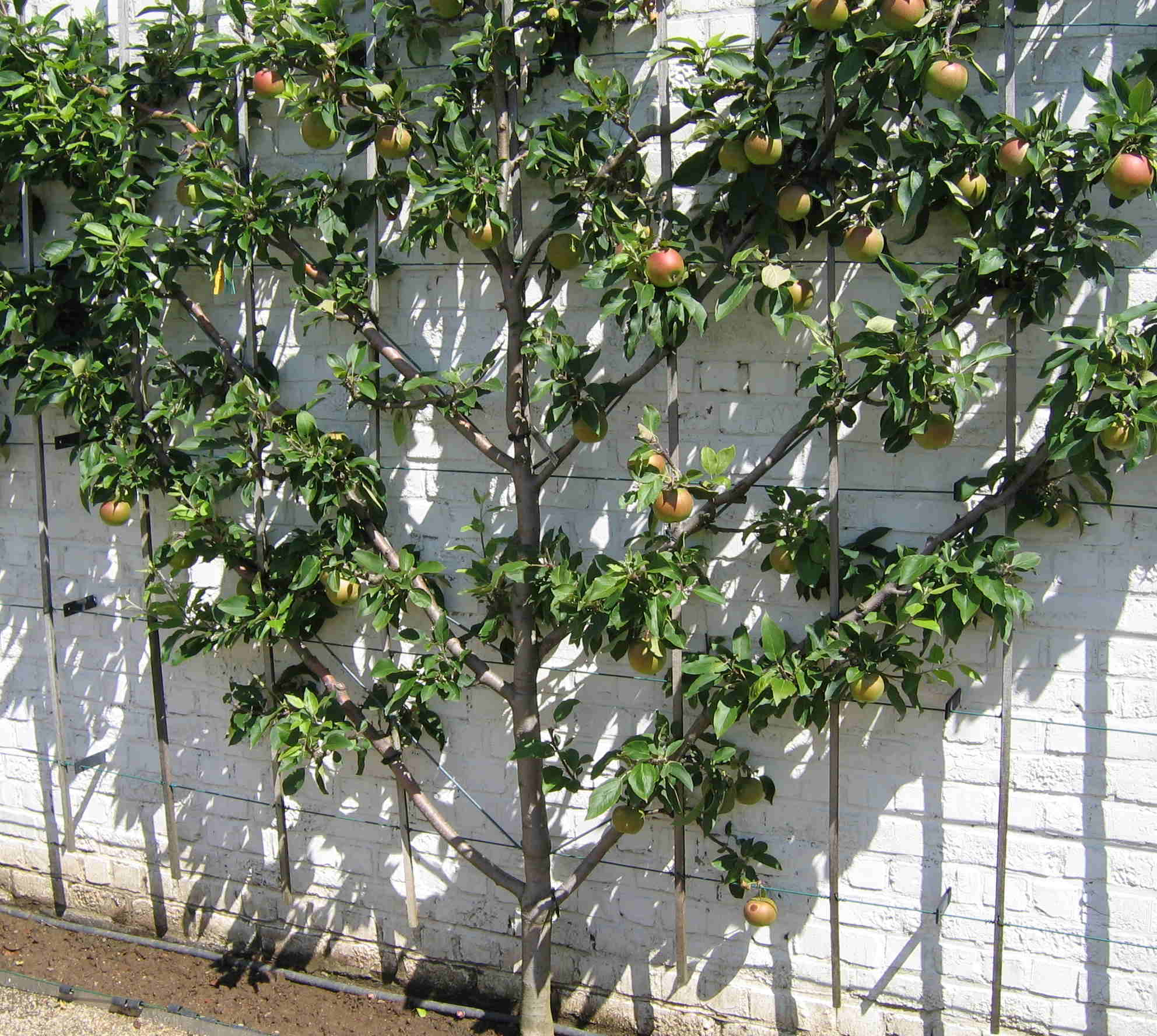
Ke konstrukci lze úspěšně vyvázat jakékoliv méně vzrůstné dřeviny a tvarovat je pro technické nebo dekorativní účely. Zde jablko vedené jako palmeto.
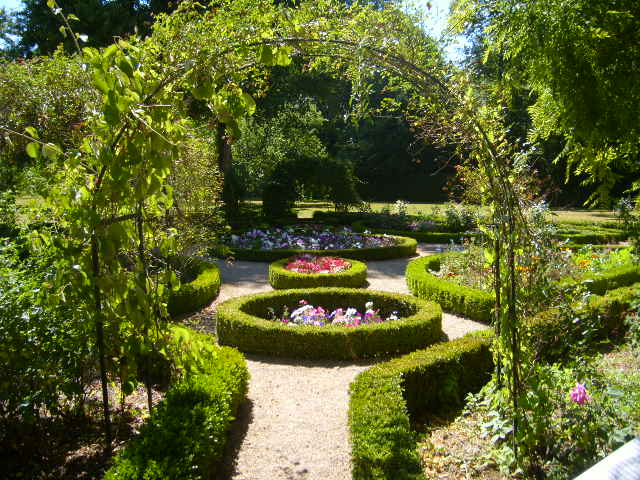
I jednoduchý oblouk může působit efektně.